# Interjet
Interjet (ABC Aerolíneas, S.A. de C.V) foi uma empresa aérea do México, com sede em Lomas de Chapultepec, Miguel Hidalgo, Cidade de México, que iniciou operações em 2005. Fundada e presidida por Miguel Alemán Magnani.

## Frota

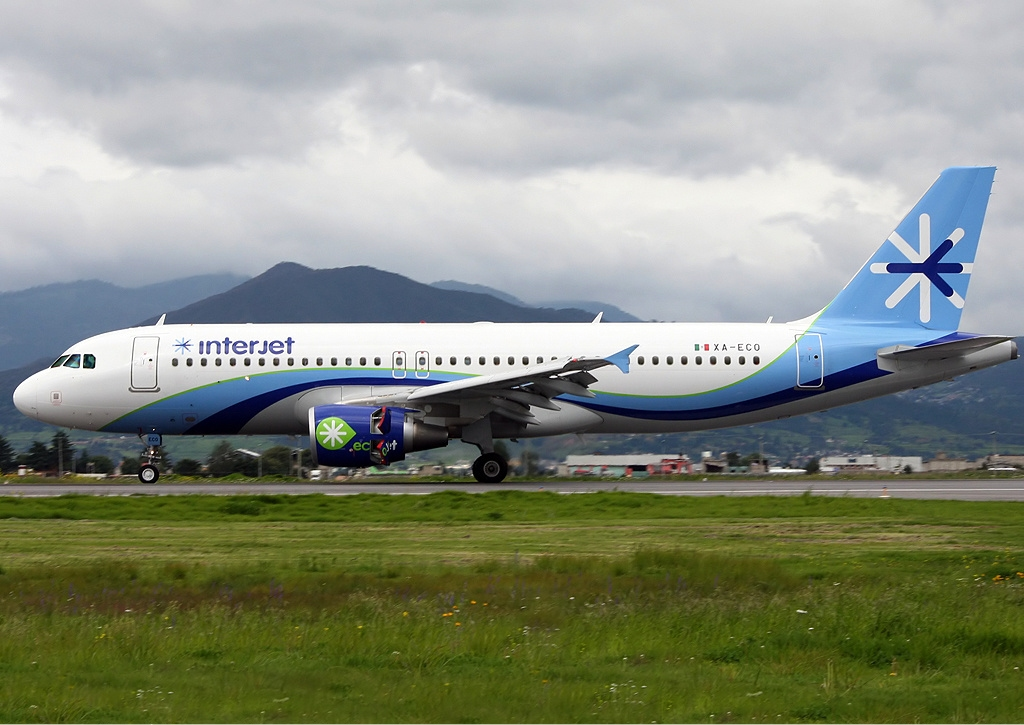
Um Airbus A320-200 da Interjet

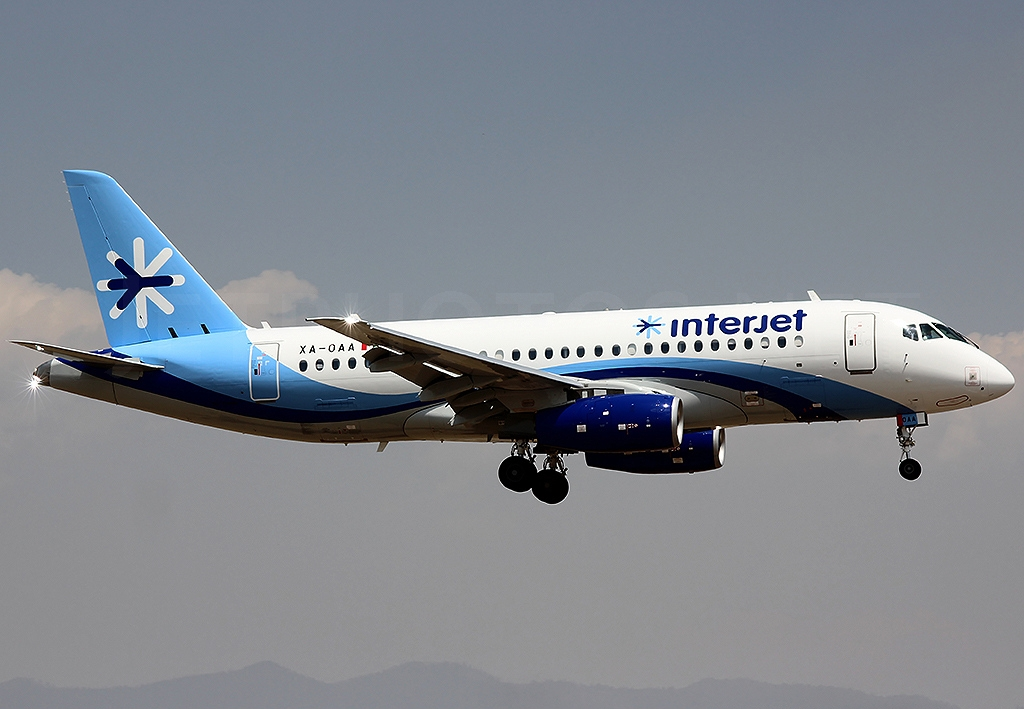
Um Sukhoi Superjet 100-95 da Interjet

A frota da Interjet consistiu nas seguintes aeronaves (Julho de 2021):
| Aeronaves              | Em Serviço | Ordens | Passageiros | Notas                                      |
| ---------------------- | ---------- | ------ | ----------- | ------------------------------------------ |
| Airbus A320-200        | 3          | –      | 150         | Todos estacionados                         |
| Sukhoi Superjet 100-95 | 22         | –      | 93          | 19 estacionados e 4 ainda estão em serviço |
| Total                  | 25         | 0      |             |                                            |